# Mirage M6

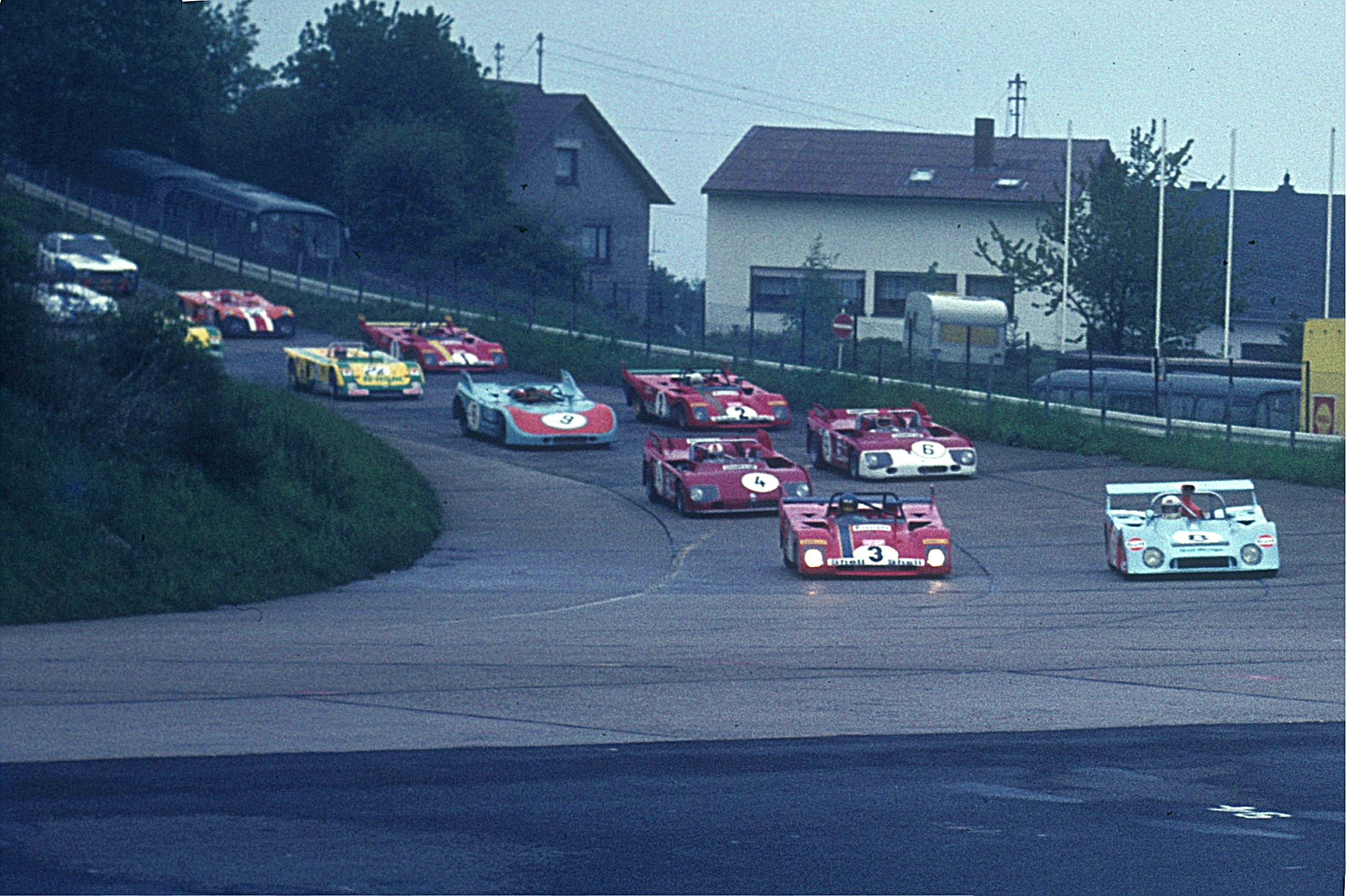
Start zum 1000-km-Rennen auf dem Nürburgring 1972, rechts der Mirage M6 von Derek Bell/Gijs van Lennep

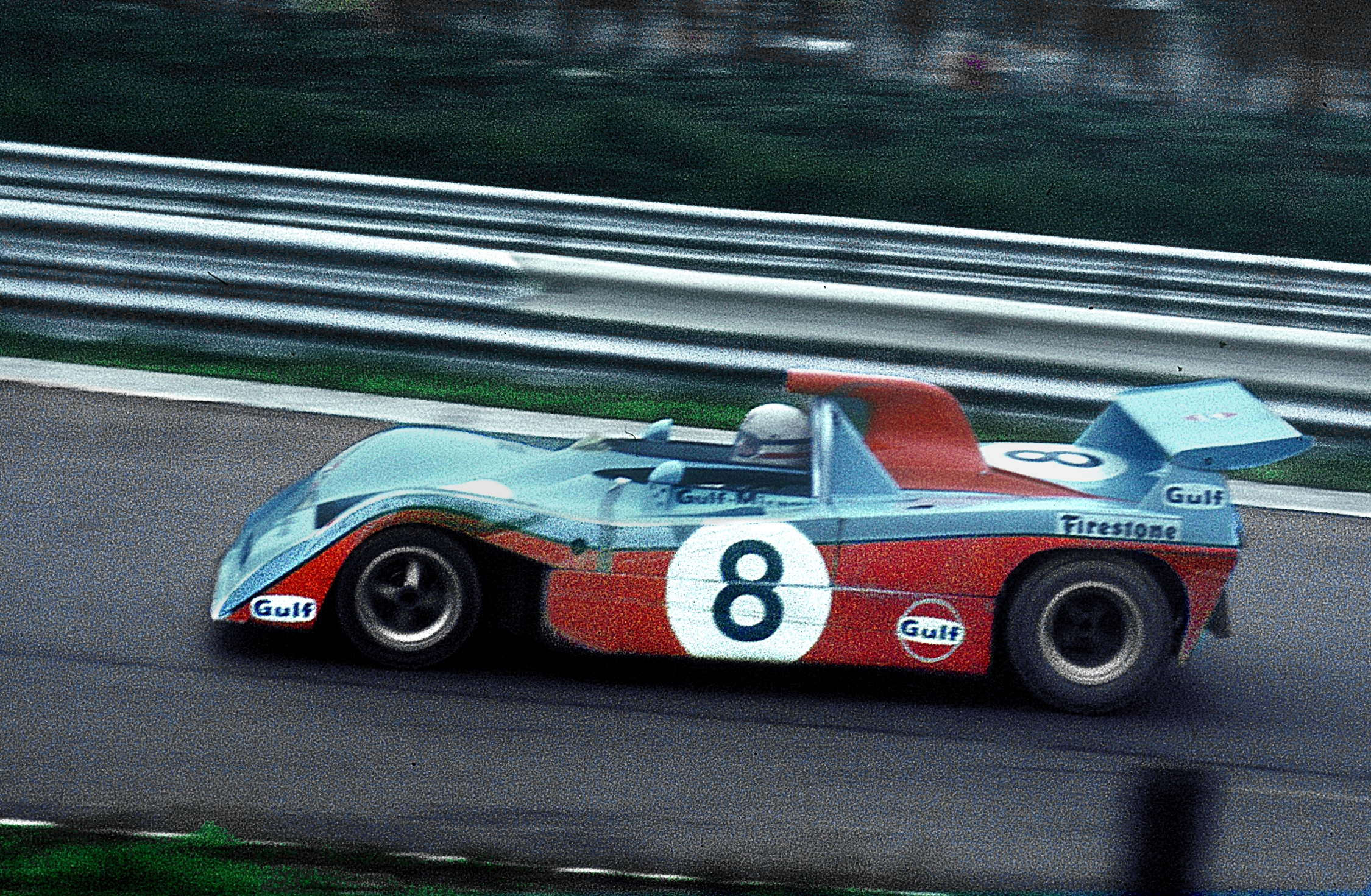
Derek Bell 1972 im Mirage M6 auf dem Nürburgring eingangs Südkehre

Der Mirage M6 war ein Sportwagen-Prototyp, der 1972 und 1973 in der Sportwagen-Weltmeisterschaft zum Einsatz kam.

## Bezeichnung
Der Mirage M6 wird in verschiedenen Quellen unterschiedlich bezeichnet. In manchen Start- und Ergebnislisten steht der Rennwagen als Gulf-Mirage M6, in seltenen Fällen auch als Gulf M6. Zurückzuführen ist dies auf die Sponsortätigkeit von Gulf Oil und dessen Motorsportchef Grady Davies, die das Rennteam von John Wyer und John Horsman jahrelang finanziell unterstützten. Deshalb wurde 1972 auch der offizielle Teamname von John Wyer Automotive in Gulf Research Racing Company Ltd. geändert. Das Team selbst bezeichnete seinen Prototyp immer als Mirage M6.

## 1972
Das John-Wyer-Automotive-Team hatte 1970 und 1971 Porsche 917 in der Sportwagen-Weltmeisterschaft eingesetzt. Nach dem Ende der 5-Liter-Formel kehrte das Team zum Bau eigener Prototypen zurück. Der M6 entstand im Winter 71/72. Designer Len Bailey entwickelte einen offenen Prototyp, dessen Monocoque aus Aluminiumplatten hergestellt wurde. Das Getriebe kam von Hewland und der V8-Motor war ein DFV von Cosworth.
Die ersten Tests fuhr Derek Bell am 14. März 1972 in Silverstone. Nachdem die 1000 km Buenos Aires und das 6-Stunden-Rennen von Daytona bereits gefahren waren, gab der M6 sein Debüt beim 12-Stunden-Rennen von Sebring 1972 mit Derek Bell und Gijs van Lennep am Steuer. Nach einem frühen Problem mit der Kupplung und einer dreistündigen Reparatur musste der M6 nach nur 48 gefahrenen Runden mit einem Schaden am Differenzial abgestellt werden.
Die erste Saison war geprägt von technischen Defekten und vielen Ausfällen. Erst beim letzten Rennen des Jahres beim 6-Stunden-Rennen von Watkins Glen erzielten Derek Bell und Carlos Pace mit dem dritten Rang den ersten Podestplatz.

## 1973 und die Weslake-Variante
Nach dem Ende der 5-Liter-Formel schien in den frühen 1970er-Jahren ein Le-Mans-Sieg nur mit einem Fahrzeug mit 12-Zylinder-Motor möglich, da diese Aggregate ein weit höheres Drehmoment hatten als die V8-Motoren. Die wichtigsten Konkurrenten von Gulf, Ferrari mit dem Ferrari 312PB, Matra mit dem MS670 und Alfa Romeo mit dem Tipo 33 vertrauten auf dieses Motorenkonzept.
Das John-Wyer-Team hatte bereits Erfahrungen mit einem 12-Zylinder-Motor gesammelt. Im Mirage M2 aus dem Jahre 1969 kam ein B.R.M.-V12-Motor zum Einsatz. Für ein Langstreckenrennen war dieses Triebwerk aber denkbar ungeeignet, da es bei zu wenig Leistung zu schwer war und außerdem zu viel Treibstoff verbrauchte. Aus Mangel an Alternativen fiel die Wahl auf ein 3-Liter-Weslake-Triebwerk, das in den 1960er-Jahren in seiner Urform bereits in den Eagle-Formel-1-Rennwagen von Dan Gurney gelaufen war. Len Bailey baute ein neues Chassis, diesmal ein geschlossenes Coupé, das die Chassisnummer M6/603 bekam.
Die ersten Testfahrten mit John Watson am Steuer verliefen wenig zufriedenstellend. Der V12-Wagen war beständig langsamer als der V8-Wagen aus dem Vorjahr und der Kraftstoffverbrauch war ähnlich hoch wie beim B.R.M.-Motor. Dennoch entschloss sich John Horsman, den Weslake-Wagen beim 24-Stunden-Rennen von Daytona an den Start zu bringen. Probleme mit dem Starter verhinderten jedoch ein Antreten. So kamen zwei V8-M6 zum Einsatz, die beide mit technischen Defekten ausfielen.
Der Welsake-Wagen sollte sein Debüt dann beim 6-Stunden-Rennen von Vallelunga geben. Aber bei einem viertägigen Test zwei Wochen davor stellte sich heraus, dass der Wagen zu langsam war, und das Konzept wurde aufgegeben. Der Weslake-Wagen fuhr nie ein Rennen.
Nunmehr konzentrierte sich das Team voll auf den Cosworth-Wagen und nach einigen Rückschlagen kam beim 1000-km-Rennen von Spa der große Tag für die Mirage-Mannschaft. Derek Bell und Mike Hailwood siegten vor Vern Schuppan und Howden Ganley, wobei Hailwood im Rennen Stints in beiden Fahrzeugen fuhr und somit Erster und Zweiter wurde. Es war der erste Sieg für einen Cosworth-V8-Motor bei einem Weltmeisterschaftslauf. 1974 wurde der M6 komplett überarbeitet und als Gulf GR7 in der Weltmeisterschaft eingesetzt.